# Dendrohyrax dorsalis
Dendrohyrax dorsalis је сисар из реда Hyracoidea и фамилије Procaviidae.

## Угроженост
Ова врста је наведена као последња брига, јер има широко распрострањење и честа је врста.

## Распрострањење
Ареал врсте Dendrohyrax dorsalis обухвата већи број држава. 
Врста је присутна у Анголи, Екваторијалној Гвинеји, Гвинеји, Сијера Леонеу, Уганди, Судану, Нигеру (непотврђено), Нигерији, Камеруну, ДР Конгу, Републици Конго, Бенину, Централноафричкој Републици, Обали Слоноваче, Габону, Гани и Либерији.

## Станиште
Станишта врсте су шуме и саване, до око 3500 метара надморске висине.